# Pyrausta cajelalis
Pyrausta cajelalis is een vlinder van de familie van de grasmotten (Crambidae). De wetenschappelijke naam van deze soort is voor het eerst voorgesteld door William Jacob Holland in een publicatie uit 1900.

## Verspreiding
De soort komt voor in Indonesië (Buru, Seram).

## Ondersoorten
- Pyrausta cajelalis cajelalis Holland, 1900
- Pyrausta cajelalis fortioralis Rothschild, 1915